# Alianza Acción Popular-Democracia Cristiana
La Alianza Acción Popular-Democracia Cristiana (AP-DC) fue una colación política conformada en 1963 por los partidos políticos peruanos Acción Popular y Democracia Cristiana.

## Elecciones generales de 1963
La alianza tuvo por objetivo inicial ganar las elecciones generales de 1963 postulando la candidatura presidencial del acciopopulista arquitecto Fernando Belaúnde frente a las de sus rivales de la Alianza Popular Revolucionaria Americana, teniendo como candidato al líder,  fundador del partido y excandidato de las elecciones anuladas del 1962, Víctor Raúl Haya de la Torre; a Unión Nacional Odriísta teniendo como candidato al expresidente Manuel Odría, y al partido Unión del Pueblo Peruano que presentó al escritor Mario Samamé Boggio.
Cumpliendo su objetivo ganó las elecciones generales de 1963 y gobernó en lo que fue el Primer Gobierno de Fernando Belaúnde Terry. Para el Parlamento Nacional consiguió la elección de 50 diputados, (40 de Acción Popular y 10 de Democracia Cristiana), entre los que destacaría Valentín Paniagua (años después Presidente del Perú) quien fue elegido como Portavoz en la cámara de Diputados, y 20 senadores (15 de Acción Popular y 5 de Democracia Cristiana), destacando Héctor Cornejo Chávez, líder y fundador de Democracia Cristiana quien fue elegido como Portavoz en la cámara del Senado.
Sin embargo, la oposición (cuya suma de votos en total, resultaba mayoritaria) se coaligó en contra, entre los más destacados fueron los partidos Alianza Popular Revolucionaria Americana y Unión Nacional Odriísta, quienes el 26 de julio del mismo año, formarían la Coalición APRA-UNO que meses después participaría en las elecciones municipales del mismo año; dicha coalición eligió a Julio de la Piedra del partido Unión Nacional Odriísta como presidente del Senado y a Fernando León de Vivero del Alianza Popular Revolucionaria Americana como presidente de la Cámara de Diputados, llegando a tener  el control de este importante "primer poder del Estado" (la Constitución Política del Perú vigente desde 1933 era parlamentarista) bloqueó deliberadamente todas las iniciativas del gobierno central durante el periodo gubernamental. 
| Región        | Nombre                         | Número de Votos | Partido político     |
| ------------- | ------------------------------ | --------------- | -------------------- |
| Áncash        | Lorgio Vega Gamarra            |                 | Democracia Cristiana |
| Arequipa      | Jorge Vásquez Salas            |                 | Acción Popular       |
| Arequipa      | Lino Martínez Chávez           |                 | Acción Popular       |
| Ayacucho      | Juan Moisés Cravero Tirado     |                 | Acción Popular       |
| Cusco         | Oscar Arteta Terzi             |                 | Acción Popular       |
| Cusco         | Ricardo Monteagudo Monteagudo  |                 | Acción Popular       |
| Huancavelica  | Alfonso Mendoza Gálvez         |                 | Acción Popular       |
| Junín         | Jorge Diégez Napurí            |                 | Acción Popular       |
| Lima          | Migue Dammert Muelle           |                 | Acción Popular       |
| Lima          | Carlos Cabieses López          |                 | Acción Popular       |
| Lima          | Héctor Cornejo Chávez          |                 | Democracia Cristiana |
| Lima          | Mario Polar Ugarteche          |                 | Democracia Cristiana |
| Loreto        | Francisco Secada Vignetta      |                 | Acción Popular       |
| Madre de Dios | Sixto Gutiérrez Chamorro       |                 | Acción Popular       |
| Moquegua      | Daniel Becerra de la Flor      |                 | Acción Popular       |
| Piura         | Juan Lituana Portocarrero      |                 | Democracia Cristiana |
| Puno          | Juan Zea Gonzales              |                 | Acción Popular       |
| Puno          | Rafael Miranda Coronel         |                 | Acción Popular       |
| Puno          | Francisco Deza Galindo         |                 | Democracia Cristiana |
| Tumbes        | Toribio Nazario Herrera Ávalos |                 | Acción Popular       |

| Región        | Nombre                         | Número de Votos | Partido político     |
| ------------- | ------------------------------ | --------------- | -------------------- |
| Áncash        | Domingo Ángeles Ramírez        | 33 316          | Acción Popular       |
| Áncash        | Luis Pércovich Roca            | 33 044          | Acción Popular       |
| Apurímac      | Luis Altamirano Remonel        | 14 000          | Acción Popular       |
| Apurímac      | Miguel Ángel Pinto Sánchez     | 9 826           | Acción Popular       |
| Arequipa      | Javier Díaz Orihuela           | 46 673          | Acción Popular       |
| Arequipa      | Antonio Rodríguez del Valle    | 41 152          | Acción Popular       |
| Arequipa      | Javier de Belaúnde             | 26 390          | Democracia Cristiana |
| Arequipa      | Roberto Ramírez del Villar     | 19 787          | Democracia Cristiana |
| Ayacucho      | Luis García Blásquet Lara      | 46 673          | Acción Popular       |
| Ayacucho      | Antonio Jaúregui del Valle     | 41 152          | Acción Popular       |
| Ayacucho      | César More Bregante            | 26 390          | Democracia Cristiana |
| Cajamarca     | Alfonso Rodríguez Domínguez    | 31 758          | Acción Popular       |
| Callao        | Juan Razzetto Cadermártori     | 19 007          | Acción Popular       |
| Cusco         | Carlos Andrés Zamora Pezúa     | 21 665          | Acción Popular       |
| Cusco         | Valentín Paniagua Corazao      | 19 600          | Democracia Cristiana |
| Cusco         | Carlos Manchego Bravo          | 11 328          | Acción Popular       |
| Cusco         | Julio Edgardo Ochoa Luna       | 11 278          | Acción Popular       |
| Cusco         | Rodolfo Zamalloa Loaiza        | 11 278          | Acción Popular       |
| Huancavelica  | José Valdivia Manchego         | 13 235          | Acción Popular       |
| Huancavelica  | Rafael Velarde de los Ríos     | 13 235          | Acción Popular       |
| Huánuco       | Rafael Cubas Vinatea           | 21 568          | Democracia Cristiana |
| Ica           | José Navarro Grau              | 21 665          | Acción Popular       |
| Junín         | Víctor Alfaro de la Peña       | 26 378          | Acción Popular       |
| Junín         | Aurelio Miranda Villanueva     | 26 378          | Democracia Cristiana |
| Junín         | Mario Augusto Serrano Solís    | 26 378          | Acción Popular       |
| La Libertad   | Eduardo Villa Salcedo          | 34 331          | Democracia Cristiana |
| Lambayeque    | Jorge Lazo Arrasco             | 34 331          | Acción Popular       |
| Lima          | Ciro Alegría Bazán             | 34 331          | Acción Popular       |
| Lima          | Javier Alva Orlandini          | 34 331          | Acción Popular       |
| Lima          | Jorge Gallardo La Rosa         | 34 331          | Acción Popular       |
| Lima          | Sandro Mariátegui Chiappe      | 34 331          | Acción Popular       |
| Lima          | Juan Mármol Vásquez            | 34 331          | Acción Popular       |
| Lima          | Matilde Pérez Palacio Carranza | 34 331          | Acción Popular       |
| Lima          | Fernando Valdivia Ayala        | 34 331          | Acción Popular       |
| Lima          | Mario Villarán Rivera          | 34 331          | Acción Popular       |
| Lima          | Alfredo García Llosa           | 34 331          | Democracia Cristiana |
| Lima          | Federico Hurtado Ugarteche     | 34 331          | Democracia Cristiana |
| Loreto        | Jorge Alegría del Águila       | 18 131          | Acción Popular       |
| Loreto        | Raúl Hidalgo Morey             | 10 531          | Acción Popular       |
| Madre de Dios | Pedro Bardí Zeña               | 5 915           | Acción Popular       |
| Moquegua      | Julio Biondi Bernales          | 8 025           | Acción Popular       |
| Piura         | Ricardo García Figallo         | 34 138          | Acción Popular       |
| Piura         | Dagoberto Torres Agurto        | 31 745          | Acción Popular       |
| Puno          | León Cárdenas Garrido          | 31 916          | Acción Popular       |
| Puno          | Teófilo Monroy Solórzano       | 31 002          | Acción Popular       |
| Puno          | Jaime Serruto Flórez           | 19 445          | Acción Popular       |
| Puno          | Roger Cáceres Velásquez        | 27 868          | Democracia Cristiana |
| San Martín    | Jorge Melgar Saavedra          | 20 117          | Acción Popular       |
| Tacna         | Luis Bocchio Rojas             | 16 650          | Acción Popular       |
| Tumbes        | Raúl Peña Cabrera              | 16 650          | Acción Popular       |

## Elecciones municipales de 1963
En las primeras Elecciones municipales de Perú de 1963, la alianza AP-DC ganó 75 de 146 alcaldías provinciales absolutamente a sus contendores políticos, es decir a la Coalición APRA-UNO. Asimismo, en la capital del Perú representando a la alianza fue elegido Luis Bedoya Reyes.

## Elecciones municipales de 1966
Nuevamente la alianza resultó ganadora en las segundas Elecciones municipales de Perú de 1966, superando otra vez con 77 de 147 alcaldías provinciales a sus rivales de la Coalición APRA-UNO. Sin embargo, la diferencia porcentual fue más estrecha. En Lima fue reelecto por la alianza el alcalde Luis Bedoya Reyes.

## Disolución
Durante la mayor parte del ejercicio del periodo gubernamental se mantuvo la alianza (a pesar del bloqueo absolutamente cerrado y deliberado por parte de la oposición apro-odriísta), no obstante esta concluyó hacia finales del periodo.
En 1968, el general Juan Velasco Alvarado dio un golpe de Estado, y de inmediato Acción Popular deploró la dictadura militar. En cambio, la Democracia Cristiana se alió al nuevo gobierno, lo que le produjo un cisma: se escindió el Partido Popular Cristiano (PPC).
Cuando en 1980 nuevamente Acción Popular ganó las elecciones generales, convocó al gobierno a todos los partidos democráticos pero solamente el PPC (cuyos fundadores eran todos ex-demócratacristianos) acudió al llamado, convirtiéndose de esta manera en aliado del segundo gobierno de Fernando Belaúnde.